# Mount Pleiones
Mount Pleiones ist ein erloschener Vulkan im ostantarktischen Viktorialand. Er ist der südlichste und mit einer Höhe von 3020 m zugleich der zweithöchste Gipfel in der Gruppe The Pleiades.
Das New Zealand Antarctic Place-Names Committee benannte ihn nach Pleione, Gattin des Titanen Atlas aus der griechischen Mythologie.